# Fruchtwickler
Die Fruchtwickler (Carposinidae) sind eine Familie der Insekten in der Ordnung der Schmetterlinge (Lepidoptera). Die relativ artenarme Familie ist fast weltweit verbreitet, erreicht Mitteleuropa aber nur mit zwei (sehr seltenen) Arten. Einige Arten, vor allem Carposina sasakii, sind als Schädling ökonomisch von Bedeutung.

## Merkmale

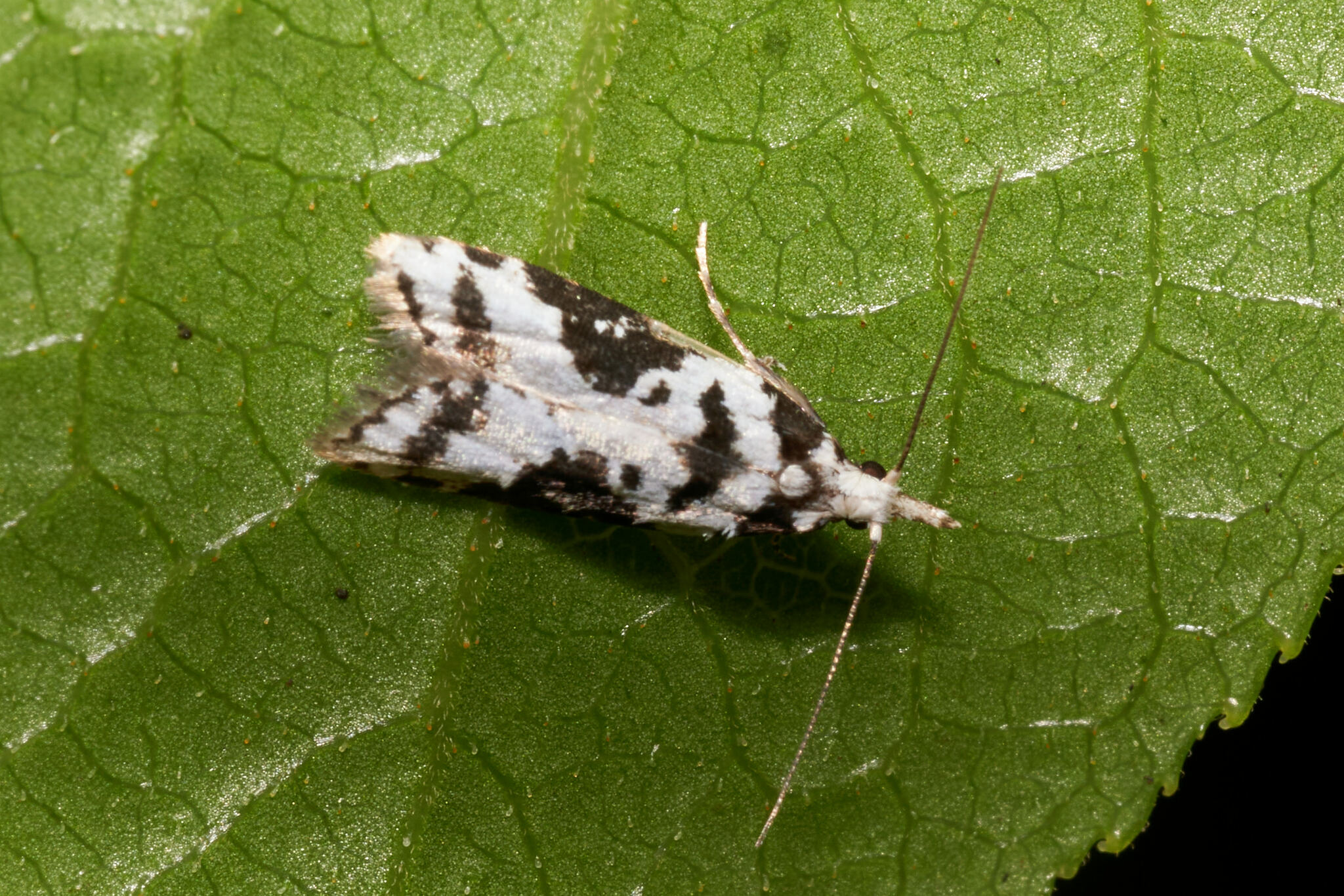
Carposina inscripta von der Insel Hawaii

Fruchtwickler sind kleine Schmetterlinge mit einer Flügelspannweite von 12 bis 30 Millimeter. Der anliegend beschuppte Kopf trägt stark reduzierte Ocellen, oder diese fehlen ganz, ein Chaetosema ist nicht ausgebildet. Der Saugrüssel ist unbeschuppt. Die Antennen sind bei den Männchen lang, bei den Weibchen kürzer abstehend behaart. Die kurzen und unscheinbaren Maxillarpalpen sind ein- bis dreigliedrig; die Labialpalpen sind vor allem bei den Weibchen vorgestreckt und groß und auffallend, bei den Männchen nach oben gerichtet, mit dem dritten Glied vorgestreckt. Ihr zweites Segment ist in der Regel auffallend lang beschuppt. Die Vorderflügel sind recht langgestreckt, nicht abgerundet wie bei den verwandten Copromorphidae. Bei den Männchen tragen sie abstehende modifizierte Schuppenbüschel, vermutlich Duftschuppen. Im Flügelgeäder der Hinterflügel fehlt der zweite Ast (oft auch der erste) der Medianader oder Media.
Für die Bestimmung der Gattungen und Arten wesentlich ist die charakteristische Form der männlichen Begattungsorgane.

## Systematik

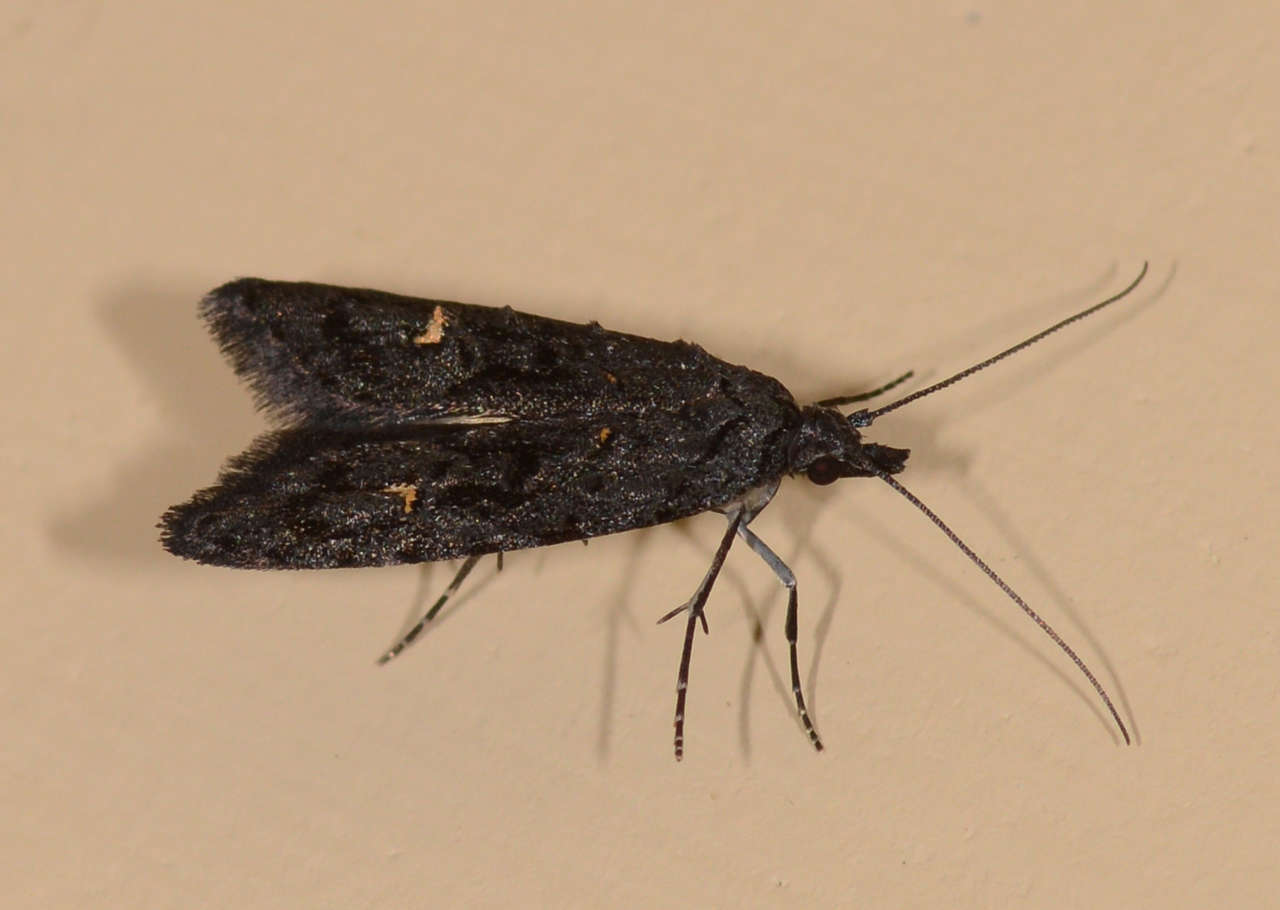
Bondia nigrella

Im Jahr 2011 wurden für die Familie 283 Arten in 19 Gattungen angegeben.
Zu der Familie der Fruchtwickler gehören folgende Gattungen:
- Actenoptila Diakonoff, 1954
- Alexotypa Diakonoff, 1989
- Anomoeosis Diakonoff, 1954
- Archostola Diakonoff, 1949
- Atoposea Davis, 1969
- Blipta Diakonoff, 1954
- Bondia Newman, 1856
- Camacostoma Diakonoff, 1954
- Campbellana Salmon & Bradley, 1956
- Campylarchis Diakonoff, 1968
- Carposina Herrich-Schäffer, 1853
  - Carposina berberidella  Herrich-Schäffer, 1853 . Berberitzen-Fruchtwickler
  - Carposina scrirrhosella  Herrich-Schäffer, 1853 . Rosenfruchtwickler
- Commatarcha Meyrick, 1935
- Coscinoptycha Meyrick, 1881
- Ctenarchis Dugdale, 1995 nomen nudum of Meyrick
- Desiarchis Diakonoff, 1951
- Epicopistis Turner, 1933
- Glaphyrarcha Meyrick, 1938
- Heterogymna Meyrick, 1913
- Hystrichomorpha Diakonoff, 1954
- Meridarchis Zeller, 1867
- Mesodica Diakonoff, 1949
- Metacosmesis Diakonoff, 1949
- Metrogenes Meyrick, 1926
- Nosphidia Diakonoff, 1982
- Paramorpha Meyrick, 1881
- Peragrarchis Diakonoff, 1959
- Peritrichocera Diakonoff, 1961
- Picrorrhyncha Meyrick, 1922
- Scopalostoma Diakonoff, 1957
- Sosineura Meyrick, 1910
- Spartoneura Diakonoff, 1954
- Tesuquea Klots, 1936
- Xyloides Diakonoff, 1954

## Verbreitung
Die Familie ist fast weltweit verbreitet, ist aber in vielen Regionen nur mit wenigen Arten vertreten. Etwa drei Viertel der bekannten Arten sind Endemiten der Indomalayischen Region und der Australis. Artenreich sind etwa Australien (31 Arten), Neuguinea (44 Arten) und Hawaii (37 Arten). Die westpaläarktische und die amerikanische Fauna sind eher artenarm, möglicherweise kommen in der Afrotropis noch unentdeckte Arten vor.
In Mitteleuropa werden nur zwei Arten angegeben, die beide zur Gattung Carposina gehören. Der Berberitzen-Fruchtwickler Carposina berberidella frisst im Inneren von Beeren der Berberitzen. Die Art wurde 2016, als bisher einzige Art der Familie, in der Schweiz neu gefunden. Der Rosenfruchtwickler Carposina scirrhosella miniert im Inneren der Hagebutten von Rosa-Arten. In Deutschland sind beide Arten extrem selten gefunden worden und auf den Süden beschränkt. Fünf weitere Arten leben auf Madeira und den Kanaren. 2023 wurde eine weitere Art aus einer anderen Gattung, Commatarcha galicicae, in Nordmazedonien und dem Süden Rumäniens neu entdeckt und beschrieben. Deren Raupen sind bisher unbekannt.

## Biologie und Lebensweise

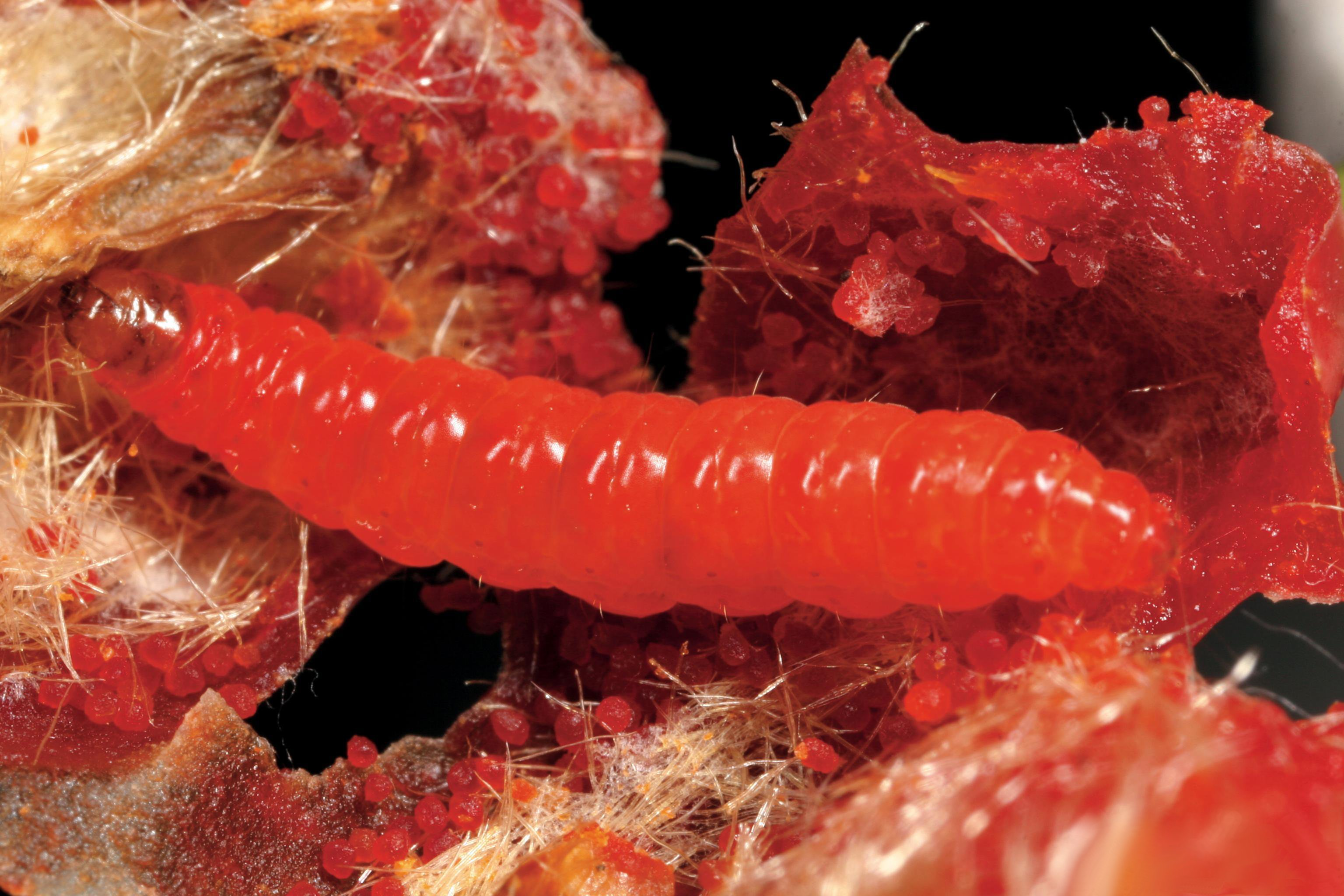
Die Raupe des Rosenfruchtwicklers Carposina scirrhosella im Inneren einer Hagebutte

Die Falter fliegen nachts und werden von Licht angezogen. Die Weibchen legen die Eier einzeln an Blättern oder Früchten ab. Die Raupen leben minierend in Blättern, Blüten, Früchten oder Knospen, aber auch in Pflanzengallen im Pflanzengewebe. Sie verpuppen sich manchmal nahe des Fraßgangs, bei den meisten Gattungen lassen sie sich zu Boden fallen und bilden einen mit Detritus bedeckten Kokon. Die im Boden versteckten, verpuppungsbereiten Altraupen überwintern. Es kommen ein bis zwei, in den Tropen bis drei Generationen im Jahr vor.
Die Raupen treten auf an der Gymnospermen-Familie der Steineibengewächse sowie unter anderem an Arten der Korbblütler, Glockenblumengewächse, Heidekrautgewächse, Buchengewächse, Myrtengewächse, Rosengewächse, Silberbaumgewächse und Rautengewächse. Für die Arten der Insel Hawaii werden 16 verschiedene Pflanzenfamilien als Wirte angegeben.

## Ökonomische Bedeutung
Eine Reihe von Arten werden als schädlich an Früchten angegeben. Besonders große Schäden gehen auf die ostasiatische Carposina sasakii zurück, die an mehr als 20 Arten von Früchten, darunter Pfirsichen, Aprikosen, Äpfel, Birnen, Chinesische Jujube, frisst. Die Art war früher auch unter den Namen Carposina niponenis und Carposina ottawana angegeben, inzwischen ist aber klar, dass es sich dabei um verwandte, aber getrennte (und nicht schädliche) Arten handelt. Carposina persicana ist möglicherweise ein weiteres Synonym, andere sehen darin eine weitere getrennte Art. Obwohl die Raupe in transportierten Früchten lange überleben kann, wurde die Art bisher nicht in neue Gebiete dauerhaft eingeschleppt.

## Phylogenie und Systematik
Über die Stellung der Familie Carposinidae besteht noch keine Einigkeit. Eine früher vermutete Verwandtschaft zu den Wicklern (Tortricidae) wird heute ausgeschlossen. Nächstverwandt ist nach allen neueren Untersuchungen die Familie Copromorphidae, mit der sie in einer Überfamilie Carposinoidea (früher Copromorphoidea genannt) vereint wird. Die weitere Stellung war lange Zeit unklar und umstritten. Spätere Bearbeiter bestätigten dann eine, relativ basale, Stellung innerhalb der Obtectomera. Nahe verwandt sind nach genetischen Daten die Überfamilien Alucitoidea (mit der Familie der Federgeistchen, Alucitidae) und Epermenioidea (mit der einzigen Familie der Zahnflügelfalter).